# David di Donatello 2009
La cerimonia di premiazione della 54ª edizione dei David di Donatello si è svolta l'8 maggio 2009 all'Auditorium di Santa Cecilia a Roma condotta da Paolo Conticini.
È stata trasmessa su Rai Sat e in differita, in seconda serata, su Rai Uno.
Le candidature sono state annunciate il 9 aprile. Il film con il maggior numero di nomination (16) è stato Il divo di Paolo Sorrentino, a seguire Gomorra di Matteo Garrone (11) e Ex di Fausto Brizzi (10).
Il Divo e Gomorra hanno vinto sette premi ciascuno.

## Vincitori e candidati
Vengono di seguito indicati in grassetto i vincitori.
Miglior film
- Gomorra, regia di Matteo Garrone
- Il divo, regia di Paolo Sorrentino
- Ex, regia di Fausto Brizzi
- Tutta la vita davanti, regia di Paolo Virzì
- Si può fare, regia di Giulio Manfredonia

Miglior regista
- Matteo Garrone - Gomorra
- Pupi Avati - Il papà di Giovanna
- Paolo Sorrentino - Il divo
- Fausto Brizzi - Ex
- Giulio Manfredonia - Si può fare

Miglior regista esordiente
- Gianni Di Gregorio - Pranzo di ferragosto
- Marco Amenta - La siciliana ribelle
- Umberto Carteni - Diverso da chi?
- Tony D'Angelo - Una notte
- Marco Pontecorvo - Pa-ra-da

Migliore sceneggiatura
- Maurizio Braucci, Ugo Chiti, Gianni Di Gregorio, Matteo Garrone, Massimo Gaudioso e Roberto Saviano - Gomorra
- Paolo Sorrentino - Il divo
- Fausto Brizzi, Marco Martani, Massimiliano Bruno - Ex
- Fabio Bonifacci, Giulio Manfredonia - Si può fare
- Francesco Bruni, Paolo Virzì - Tutta la vita davanti

Migliore produttore
- Domenico Procacci - Gomorra
- Augusto Allegra, Isabella Cocuzza, Giuliana Gamba, Arturo Paglia - Cover-boy
- Andrea Occhipinti, Nicola Giuliano, Francesca Cima, Maurizio Coppolecchia - Il divo
- Matteo Garrone - Pranzo di ferragosto
- Angelo Rizzoli - Si può fare

Migliore attrice protagonista
- Alba Rohrwacher - Il papà di Giovanna
- Donatella Finocchiaro - Galantuomini
- Claudia Gerini - Diverso da chi?
- Valeria Golino - Giulia non esce la sera
- Ilaria Occhini - Mar nero

Migliore attore protagonista
- Toni Servillo - Il divo
- Luca Argentero - Diverso da chi?
- Claudio Bisio - Si può fare
- Valerio Mastandrea - Non pensarci
- Silvio Orlando - Il papà di Giovanna

Migliore attrice non protagonista
- Piera Degli Esposti - Il divo
- Sabrina Ferilli - Tutta la vita davanti
- Maria Nazionale - Gomorra
- Micaela Ramazzotti - Tutta la vita davanti
- Carla Signoris - Ex

Migliore attore non protagonista
- Giuseppe Battiston - Non pensarci
- Claudio Bisio - Ex
- Carlo Buccirosso - Il divo
- Luca Lionello - Cover-boy
- Filippo Nigro - Diverso da chi?

Migliore direttore della fotografia
- Luca Bigazzi - Il divo
- Arnaldo Catinari - I demoni di San Pietroburgo
- Marco Onorato - Gomorra
- Italo Petriccione - Come Dio comanda
- Vittorio Storaro - Caravaggio

Migliore musicista
- Teho Teardo - Il divo
- Bruno Zambrini - Ex
- Baustelle - Giulia non esce la sera
- Paolo Buonvino - Italians
- Pivio e Aldo De Scalzi - Si può fare

Migliore canzone originale
- Herculaneum di Robert Del Naja e Neil Davidge - Gomorra
- Il cielo ha una porta sola di Biagio Antonacci - Ex
- Piangi Roma - dei Baustelle feat. Valeria Golino - Giulia non esce la sera
- Per fare a meno di te di Giorgia, Fabrizio Campanelli - Solo un padre
- Senza farsi male di Carmen Consoli - L'uomo che ama

Migliore scenografo
- Francesco Frigeri - I demoni di San Pietroburgo
- Giancarlo Basili - Sanguepazzo
- Paolo Bonfini - Gomorra
- Giantito Burchiellaro - Caravaggio
- Lino Fiorito - Il divo

Migliore costumista
- Elisabetta Montaldo - I demoni di San Pietroburgo
- Alessandra Cardini - Gomorra
- Mario Carlini e Francesco Crivellini - Il papà di Giovanna
- Daniela Ciancio - Il divo
- Lia Morandini - Caravaggio

Migliore truccatore
- Vittorio Sodano - Il divo
- Alessandro Bertolazzi - Caravaggio
- Enrico Iacoponi - Sanguepazzo
- Vincenzo Mastrantonio - Due partite
- Luigi Rocchetti - I demoni di San Pietroburgo

Migliore acconciatore
- Aldo Signoretti - Il divo
- Enzo Cera - Caravaggio
- Maria Teresa Corridoni - Sanguepazzo
- Mirella Ginnoto - I demoni di San Pietroburgo
- Ferdinando Merolla - Due partite

Migliore montatore
- Marco Spoletini - Gomorra
- Esmeralda Calabria - Giulia non esce la sera
- Luciana Pandolfelli - Ex
- Cristiano Travaglioli - Il divo
- Cecilia Zanuso - Si può fare

Migliore fonico di presa diretta
- Maricetta Lombardo - Gomorra
- Emanuele Cecere - Il divo
- Marco Fiumara - Ex
- Gaetano Carito, Marco Grillo, Bruno Pupparo - Italians
- Bruno Pupparo - Si può fare

Migliori effetti speciali visivi
- Nicola Sganca, Rodolfo Migliari per Vision - Il divo
- EDI Effetti Digitali Italiani - Come Dio comanda
- Frame by Frame - I demoni di San Pietroburgo
- Giuseppe Squillaci - Italians
- Proxima - Tutta la vita davanti

Miglior documentario di lungometraggio
- Rata nece biti (La guerra non ci sarà), regia di Daniele Gaglianone
- 211: Anna, regia di Giovanna Massimetti e Paolo Serbandini
- Come un uomo sulla terra, regia di Andrea Segre, Dagmawi Yimer, in collaborazione con Riccardo Biadene
- Diario di un curato di montagna, regia di Stefano Saverioni
- Non tacere, regia di Fabio Grimaldi

Miglior cortometraggio
- L'arbitro, regia di Paolo Zucca
- L'amore è un giogo, regia di Andrea Rovetta
- Bisesto, regia di Giovanni Esposito e Francesco Prisco
- Cicatrici, regia di Eros Achiardi
- La Madonna della frutta, regia di Paolo Randi

Miglior film dell'Unione Europea
- The Millionaire (Slumdog Millionaire), regia di Danny Boyle
- La classe - Entre les murs (Entre les murs), regia di Laurent Cantet
- Il giardino di limoni (Etz Limon), regia di Eran Riklis
- The Reader - A voce alta (The Reader), regia di Stephen Daldry
- Valzer con Bashir (Waltz with Bashir), regia di Ari Folman

Miglior film straniero
- Gran Torino (Gran Torino), regia di Clint Eastwood
- Milk (Milk), regia di Gus Van Sant
- L'ospite inatteso (The Visitor), regia di Tom McCarthy
- The Wrestler (The Wrestler), regia di Darren Aronofsky
- WALL•E (WALL•E), regia di Andrew Stanton

Premio David Giovani
- Si può fare, regia di Giulio Manfredonia
- Ex, regia di Fausto Brizzi
- Pa-ra-da, regia di Marco Pontecorvo
- La siciliana ribelle, regia di Marco Amenta
- Solo un padre, regia di Luca Lucini

David speciale
- Christian De Sica, per 25 anni di successo con i film di Natale
- Paolo Villaggio, alla carriera
- Virna Lisi, alla carriera
- Fulvio Lucisano, alla carriera